# Flagge Colorados

Flagge von Colorado

Die Flagge des US-Bundesstaats Colorado wurde von Andrew Carlisle Johnson entworfen und nach einem Beschluss der Generalversammlung von Colorado im Jahr 1911 angenommen.
Die Größe des „C“ wurde jedoch zunächst nicht festgelegt. Dies geschah erst 1964.
Die Flagge ist in den Farben Blau-, Weiß-, Blau- quergestreift und führt im Liek einen goldenen von einem roten Buchstaben „C“ zu sieben Achtel umfassten Kreis.
Das rote C auf der Flagge steht für den Anfangsbuchstaben von Colorado. Es umfasst eine goldene Scheibe und erinnert damit an das spanische Erbe der Region und die Bodenschätze des Staates.

Straßenschild